# Tanjong Pagar Centre
Tanjong Pagar Centre är en 68 våningar hög skyskrapa i Singapore. Byggnaden är med sina 290 meter den högsta i Singapore. Den är byggd i en modernistisk stil, och färdigställdes 2016. Byggnaden används som kontor och bostäder.. Tanjong Pagar Centre hyser en station i Singapores tunnelbana.